# Marco Ramperti
Marco Ramperti (Novara, 24 dicembre 1886 – Roma, 10 aprile 1964) è stato uno scrittore e giornalista italiano. Inizialmente socialista, egli fu, dall'età giolittiana alla marcia su Roma, principale editorialista de L'Avanti, successivamente romanziere e critico teatrale di successo durante il regime fascista. Nell'epoca della Repubblica Sociale, fu uno dei giornalisti di spicco de La Stampa, oltre che collaboratore del ministero della cultura popolare; dopo la guerra frequentò gli ambienti dell'estrema destra.
Fu uno scrittore molto apprezzato all'epoca del ventennio fascista da autori contemporanei quali Gabriele D'Annunzio, Ugo Ojetti ed Ezra Pound, venendo però sostanzialmente dimenticato nel dopoguerra. Egli è principalmente ricordato per il romanzo satirico del 1950 Benito I imperatore, precursore del genere del "fantafascismo".

## Biografia

### Giovinezza
Trasferitosi a Milano, nel 1910 divenne giornalista e critico letterario. Aderì quindi al Partito Socialista Italiano, per poi diventare importante autore della sezione culturale de L'Avanti. Nel 1914 si offrì di passare a Il popolo d'Italia fondato da Mussolini, venendo respinto con l'accuso di essere un opportunista. Pur essendo contrario alla prima guerra mondiale, da lui considerata il frutto del capitalismo, venne chiamato alle armi. Nel 1919 riprese ad essere curatore della terza pagina de L'Avanti, ma divenne anche editorialista politico, lottando con il vignettista Scalarini in diverse battaglie politiche, come quello per ottenere l'amnistia dei disertori e ai condannati ai tribunali militari.
Dalla fondazione dei Fasci di Combattimento nel marzo di quell'anno, dedicò molti articoli contro Mussolini. Quando esso, nelle elezioni del 1919, non ottenne neanche a un eletto, Ramperti inscenò assieme ad altri socialisti il suo funerale, portando una bara con un pupazzo del futuro Duce fin sotto casa sua, per poi gettarlo nel Naviglio. Con il rito del Milite ignoto celebrato il 4 novembre 1921, dedicò un articolo antimilitarista a tale evento. Nello stesso periodo abbandonò il Partito Socialista, deluso dalla sua implosione, si avvicinò all'estrema sinistra e scrisse per le Pagine Libertarie dell'anarchico Carlo Molaschi; collaborò con Il Secolo, tuttavia con il rafforzamento del fascismo venne licenziato per ragioni politiche a fine del 1922 e due anni dopo subì un agguato dalle camicie nere, che lo percossero.

### Il fascismo
Successivamente, tornò tuttavia a lavorare regolarmente, venendo assunto da La Stampa, divenendo critico letterario e cinematografico, attività in cui riscosse molto successo, finendo per scrivere per molteplici giornali ed entrando nella giuria del Premio Viareggio con nomi del calibro di Curzio Malaparte. Divenuto un intellettuale molto apprezzato, gli venne permesso, pur non essendo iscritto al partito fascista, di pubblicare durante il regime, pur con la clausola che non scrivesse di politica. Ramperti divenne un protetto di Arnaldo Mussolini e Italo Balbo, mentre il Duce, memore del finto funerale di anni prima, non ne aveva alcuna stima. Nel 1931 terminò la collaborazione con La Stampa (che riprese anni dopo),  e divenne inviato speciale del Corriere della Sera.
Nel 1939 scrisse un saggio in difesa della censura fascista e inviò una lettera a Mussolini, il quale però non rispose; Ramperti chiese quindi la mediazione di Manlio Morgagni, presidente dell'Agenzia Stefani, chiedendo perdono per il suo passato antimilitarista, scrivendo articoli i cui elogiava la seconda guerra mondiale in corso, criticando gli Alleati e gli ebrei. Egli criticò le leggi razziali del 1938 giudicandole troppo moderate e nel dicembre 1941, mentre era inviato di guerra a Berlino, scrisse il reportage Stella gialla, criticando l'utilizzo di un contrassegno per identificare gli ebrei in quanto "riconoscibili al volo". Intriso di un virulento antisemitismo, dedicò articoli di insulti a Charlie Chaplin e scrisse la prefazione per la biografia di May Reeves Charlot ebreo 2 volte (il regista inglese di fatto non era ebreo, ma venne ugualmente attaccato per la satira corrosiva di Hitler e Mussolini contenuta nel suo film capolavoro Il grande dittatore). Nello stesso anno, Ramperti sposò Mimì Borsotti, giornalista novarese come lui di venticinque anni più giovane.
Nella primavera del 1943 Ramperti scrisse articoli di natura diversa, incentrati su gatti e cani, paesaggi e personaggi del passato: il 26 luglio su La Stampa venne pubblicato un suo articolo sugli amici degli animali, il giorno successivo alla caduta del regime, pezzo consegnato in redazione poco prima della destituzione di Mussolini; lo stesso giorno festeggiò la sua caduta unendosi ad una folla esultante: nonostante quest'ultimo gesto, venne momentaneamente allontanato da La Stampa.

### La repubblica sociale
Si riavvicinò a La Stampa nell'ottobre dello stesso anno una volta costituitosi la Repubblica sociale, tornando a scrivere di quisquilie sulle sue rubriche Il sacco del pellegrino e Errata corrige. Ramperti, però, sfruttando l'assenza di intellettuali vicini al regime, occupò in breve il deserto giornalismo italiano, divenendo il più importante editorialista de La Stampa e tornando a scrivere di tematiche politiche dopo vent'anni, quando era un ardente aderente al socialismo. Divenne anche collaboratore del MinCulPop, ricevendo un miglioramento di stipendio e d'immagine, tornando nel novembre di quell'anno agli attacchi antisemiti. Tra i suoi bersagli prediletti vi furono gli intellettuali, persino quelli del regime.
Nell'inverno del 1943-44, lasciò il suo albergo di Domodossola, in cui aveva a lungo vissuto, per tornare nella sua natìa Novara, dimorando nella sede fortificata della Federazione di Novara del PNF. Si stagliava nel panorama propagandistico fascista, scrivendo per diversi giornali e periodici, redigendo articoli come quello della Pasqua del 1944, in cui paragona Mussolini al Cristo tradito, o come un altro articolo del 6 febbraio dello stesso anno, in cui, dopo essersi fatto falsamente arrestare per incontrare dei detenuti politici, cerca di "redimere" quattro partigiani comunisti. Scrisse anche contro gli Alleati, uno dei suoi bersagli prediletti dopo gli ebrei.
Ramperti, di fatto isolato dal panorama intellettuale italiano, divenne elemento di spicco della propagandistica fascista, avendo come ammiratori Ferdinando Mezzasoma, ministro della cultura popolare, ma Mussolini non ebbe mai con lui dei contatti personali, forse ancora per il finto funerale inscenato decenni prima. Ramperti venne considerato dalla stampa clandestina come il vero e proprio prototipo del collaborazionista, venendo attaccato da L'Avanti con una ferocia senza paragoni rispetto ai giudizi riservati ad altri intellettuali della RSI. Ricevette attacchi anche da Radio Londra.
Successivamente, Mezzasoma inviò Ramperti e consorte a Venezia, sede del "Cinevillaggio", ufficialmente per la sceneggiatura di un film, di fatto per controllare il comportamento politico degli attori, dimorando nell'hotel Splendido. Egli continua a scrivere su riviste, criticando Hollywood e la plutocrazia ebraica e le loro pubblicità; contemporaneamente, assunse comportamenti tipici dell'alta società, venendo costantemente protetto da guardie del corpo. Continuò anche a scrivere come editorialista, incitando la mobilitazione totale.
A metà luglio del 1944 Ramperti meditava di prendere un'aspettativa di sei mesi per trasferirsi con la consorte a Barcellona e da lì inviare la sua corrispondenza a La Stampa tramite il consolato tedesco, ma desistette e rimase a Venezia, dove continuò a vigilare e a scrivere articoli polemici contro la "decadente" arte italiana, prendendosela, tra tanti, con il Quartetto Cetra, l'Orchestra di Gorni Kramer e il cantante Natalino Otto: attacchi non causali ma coordinati con Mezzasoma per limitare "degenerazioni americane" come il jazz. Ramperti tentò inoltre di "fascisticizzare" il teatro e stilò un elenco di artisti "mercenari", includendovi Vittorio de Sica, Amedeo Nazzari e Gino Cervi. Conobbe ed elogiò, al contrario, Ezra Pound.

### Il dopoguerra
Con l'approssimarsi della sconfitta nazi-fascista, i toni di Ramperti si inasprirono ulteriormente ed egli continuò a predicare la guerra civile. Negli ultimi giorni di Salò, improvvisamente, si mise a scrivere tutt'altro, redigendo articoli sull'eleganza dei guanti, divagazioni zoologiche sui pipistrelli etc. Il 28-30 aprile Venezia venne liberata e Ramperti si chiuse in hotel con la moglie tenendo un basso profilo fino al 21 maggio, giorno in cui la comunista L'Unità pubblicò un articolo in cui lo si citava. Temendo in peggio, Ramperti si consegnò allora alla questura, ove venne interrogato da una commissione del Comitato di Liberazione Nazionale, venendo poi imprigionato a Santa Maria Maggiore con l'accuso di collaborazionismo, venendo poi trasferito in agosto a Torino. In questa fase, egli rivendicava la sua appartenenza al socialismo e la sua autonomia di pensiero e il fatto di non avere mai preso la tessera del PNF; ma tutto ciò non lo salvò dal processo, apertosi alla Corte d'assise straordinaria di Torino il 30 novembre del 1945, dove venne difeso da Angelo Luzzani e Edoardo Dagasso, venendo infine condannato a sedici anni di carcere. Trascorse la prigionia nel campo di prigionia di Coltano per soli 15 mesi, venendo poi scarcerato con l'amnistia Togliatti.
A fine 1946 tornò al giornalismo politico scrivendo su giornali neofascisti per vent'anni. Si trasferì a Roma dove frequentò ambienti neofascisti e nei primi anni cinquanta divenne giornalista di fiducia del sindaco di Napoli monarchico Achille Lauro. In questo periodo scrisse il suo romanzo satirico più famoso, Benito I imperatore, in cui anticipò il filone ucronico del "fantafascismo", pubblicato al culmine dell'attività propagandistica dei giovani attivisti del MSI, in cui Ramperti prende di mira anzitutto gli intellettuali convertiti all'antifascismo dopo la Liberazione.
Redasse anche una autobiografia vittimistica inedita, così come i manoscritti Fine degli immoralisti e Il socialismo dei poeti.
Negli ultimi anni della sua vita entrò in confidenza con Indro Montanelli che, con la consueta ironia, di lui disse: "Si lavava assai poco...".
Morì in una clinica di Roma ove era ricoverato per un male incurabile. Dopo la sua morte la pubblicistica neofascista mitizzò la sua figura, diffondendo anche in internet varie leggende apologetiche sul suo conto (ad esempio si cercò di mitizzare le circostanze della sua morte, inventando una versione secondo cui sarebbe deceduto dopo anni di stenti mentre vendeva sigarette di contrabbando alla stazione Termini).

## Opere
- La bionda vestita di nero; L'albero di Natale; Il poker e un uomo ingenuo; L'amico ignoto; L'inutile dannazione; Animali innamorati, Milano, Vitagliano, 1920.
- La corona di cristallo. Storia ingenua, Milano, Bottega di Poesia, 1926.
- Luoghi di danza, Torino, Buratti, 1930.
- Suora Evelina dalle belle mani ed altre storie d'amore, Milano, Omenoni, 1930.
- Jolanda. 23 aprile 1864-8 agosto 1917, Bologna, Cappelli, 1931.
- Nuovo alfabeto delle stelle, Milano, Rizzoli, 1937.
- Donato Frisia, pittore, Milano, Galleria Gian ferrari, 1938.
- L'appuntamento e altre, ultime storie d'amore, Milano, Sonzogno, 1939.
- Il cieco che ci vedeva,  Milano-Cremona, Eli, Ed. Librarie Italiane, 1944.
- Il crepuscolo dei Savoia, Venezia, Casa editrice delle edizioni popolari, 1945.
- Il giardino segreto e altre immagini, Torino, Palatine, 1946.
- Gli usignoli vendicati e altri racconti, Torino, Palatine, 1946.
- Manzoni redivivo, Torino, Palatine, 1946.
- Benito I imperatore, Roma, Scirè, 1950.
- Storie strane e terribili, Milano, Ceschina, 1955.
- Ho ucciso una donna! Storia d'una santità, Milano, Ceschina, 1956.
- Vecchia Milano. Cinquanta capitoli di ricordi rintracciati, Milano, M. Gastaldi, 1959.
- Quindici mesi al fresco, Milano, Ceschina, 1960.
- Casanova riabilitato, Milano, Cino del Duca, 1963.
- Ombre del passato prossimo, Milano, Ceschina, 1964.
- L'alfabeto delle stelle, con una nota di Leonardo Sciascia, Palermo, Sellerio, 1981.